# Fotbal Club Botoșani 2025-2026
Questa voce raccoglie le informazioni riguardanti il Fotbal Club Botoșani nelle competizioni ufficiali della stagione 2025-2026.

## Stagione
Nella stagione 2025-2026 il Botoșani disputa il campionato di Liga I, dopo il dodicesimo posto della stagione precedente.

## Divise e sponsor
Lo sponsor tecnico per la stagione 2025-2026 è Adidas, mentre il main sponsor è Unibet.
| Casa | Trasferta | Terza divisa |

## Organigramma societario
Area direttiva
- Finanziatore: Valeriu Iftimie
- Presidente: Marian Ignat
- Membri del consiglio di dirigenza: Ovidiu Jitaru, Doru Popa, Petru Parfenov

Area organizzativa
- Direttore amministrativo: Dumitru Brânză
- Direttore marketing: Cristian Postolache
- Ordine e sicurezza: Ioan Dănilă

Area comunicazione
- Ufficio stampa: Cristian Prisacariu
- Responsabile relazioni con i tifosi: Cristi Bursuc

Area sportiva
- Direttore sportivo: Daniel Schiopu
- Direttore settore giovanile: Alexandru Chirila
- Coordinatore settore giovanile: Tiberiu Honciuc
- Team manager: Mihai Roman

Area tecnica
- Allenatore: Leontin Grozavu
- Allenatori in seconda: Andrei Patache, Ovidiu Chiribici, Nicolae Roșca
- Allenatore dei portieri: Alin Bordeanu
- Preparatore atletico: Gheorghe Vasile

Area sanitaria
- Medici sociali: Ioana Iftimie, Eduard Gurau
- Infermiere: Daniel Hodinescu
- Fisioterapista: Dumitru Branza
- Massaggiatore: Silviu Siminiciuc

## Rosa
Rosa e numerazione aggiornate al 10 agosto 2025.
| N. |                                 | Ruolo | Calciatore              |
| -- | ------------------------------- | ----- | ----------------------- |
| 1  | Bosnia ed Erzegovina (bandiera) | P     | Luka Kukić              |
| 3  | Slovenia (bandiera)             | D     | Michael Pavlović        |
| 4  | Romania (bandiera)              | D     | George Miron (capitano) |
| 5  | Romania (bandiera)              | D     | Răzvan Creț             |
| 6  | Bosnia ed Erzegovina (bandiera) | D     | Riad Šuta               |
| 7  | Romania (bandiera)              | A     | Sebastian Mailat        |
| 8  | Angola (bandiera)               | C     | Aldaír Ferreira         |
| 9  | Argentina (bandiera)            | A     | Enzo López              |
| 10 | Moldavia (bandiera)             | C     | Ștefan Bodișteanu       |
| 11 | Romania (bandiera)              | C     | Zoran Mitrov            |
| 12 | Nigeria (bandiera)              | C     | Friday Adams            |
| 13 | Romania (bandiera)              | P     | Alin Ciobanu            |
| 15 | Romania (bandiera)              | C     | Denis Ștefan            |
| 16 | Romania (bandiera)              | D     | Luca Popa               |
| 17 | Romania (bandiera)              | C     | Ștefan Pănoiu           |
| 18 | Spagna (bandiera)               | D     | Miguel Muñoz Fernández  |

| N. |                                 | Ruolo | Calciatore         |
| -- | ------------------------------- | ----- | ------------------ |
| 19 | Romania (bandiera)              | A     | Antonio Dumitru    |
| 20 | Romania (bandiera)              | D     | Romario Benzar     |
| 22 | Romania (bandiera)              | A     | Andrei Dumitru     |
| 25 | Ucraina (bandiera)              | A     | Mykola Kovtalyuk   |
| 26 | Francia (bandiera)              | C     | Hervin Ongenda     |
| 28 | Malawi (bandiera)               | C     | Charles Petro      |
| 30 | Romania (bandiera)              | D     | Alexandru Țigănașu |
| 33 | Romania (bandiera)              | C     | Gabriel David      |
| 37 | Romania (bandiera)              | C     | Mihai Bordeianu    |
| 41 | Romania (bandiera)              | C     | Andrei Dumiter     |
| 44 | Bosnia ed Erzegovina (bandiera) | D     | Rijad Sadiku       |
| 67 | Albania (bandiera)              | C     | Enriko Papa        |
| 70 | Romania (bandiera)              | C     | George Gligor      |
| 73 | Romania (bandiera)              | D     | Narcis Ilaș        |
| 77 | Romania (bandiera)              | C     | Alexandru Cîmpanu  |
| 99 | Grecia (bandiera)               | P     | Giannīs Anestīs    |

## Calciomercato

### Sessione estiva(dall'1/7 al 30/9)
| Acquisti         | Acquisti               | Acquisti             | Acquisti      |
| R.               | Nome                   | da                   | Modalità      |
| ---------------- | ---------------------- | -------------------- | ------------- |
| D                | Răzvan Creț            | Minaur Baia Mare     | fine prestito |
| D                | Narcis Ilaș            | Ceahlăul             | fine prestito |
| D                | Miguel Muñoz Fernández | Piast Gliwice        | svincolato    |
| D                | Riad Šuta              | GOŠK Gabela          | svincolato    |
| C                | Mihai Bordeianu        | FC Politehnica Iași  | svincolato    |
| C                | Andrei Dumitru         | Toronto              | svincolato    |
| A                | Andrei Dumiter         | UTA Arad             | svincolato    |
| A                | Antonio Dumitru        | SR Brașov            | svincolato    |
| A                | Mykola Kovtalyuk       | Kolos Kovalivka      | svincolato    |
| A                | Sebastian Mailat       | Sepsi                | svincolato    |
| Altre operazioni |                        |                      |               |
| R.               | Nome                   | da                   | Modalità      |
| P                | Șerban Tomache         | Șomuz Fălticeni      | fine prestito |
| C                | Bogdan Filip           | CSM Cetatea Suceava  | fine prestito |
| A                | Codrin Cărăușu         | CSM Bucovina Rădăuți | fine prestito |
| A                | Denis Ștefan           | Gloria Ultra         | fine prestito |

| Cessioni         | Cessioni            | Cessioni             | Cessioni      |
| R.               | Nome                | a                    | Modalità      |
| ---------------- | ------------------- | -------------------- | ------------- |
| D                | Daniel Celea        | Chindia Târgoviște   | svincolato    |
| D                | Álex Díez           | Stal Mielec          | svincolato    |
| D                | Paul Iacob          | Rapid Bucarest       | fine prestito |
| D                | Patricio Matricardi | PERSIB               | svincolato    |
| D                | Alin Șeroni         | FC Politehnica Iași  | svincolato    |
| C                | Alexandru Albu      | Chindia Târgoviște   | svincolato    |
| C                | Robert Filip        | CFR Cluj             | fine prestito |
| C                | Jaly Mouaddib       | Omonia Aradippou     | svincolato    |
| A                | Adi Chică-Roșă      | Petrolul             | svincolato    |
| Altre operazioni |                     |                      |               |
| R.               | Nome                | a                    | Modalità      |
| D                | Damian Cimpoeșu     | Sănătatea Cluj       | fine prestito |
| C                | George Sorodoc      | CSM Bucovina Rădăuți | prestito      |

## Risultati

### Liga I

#### Prima fase

##### Girone di andata
| Arbitro: | Horia Mladinovici |

|            |           |              |
| Mailat 61’ | Marcatori | 72’ Cojocaru |

| Bucarest 21 luglio 2025, ore 20:30 EEST 2ª giornata | Dinamo Bucarest | 0 – 0 referto | Botoșani | Stadio Arcul de Triumf (6 800 spett.)\| Arbitro: \| Sorin Vădana \| |
| Arbitro:                                            | Sorin Vădana    |               |          |                                                                     |

| Arbitro: | Ovidiu Robu |

|                                                |           |  |
| Mailat 2’ Andrei Dumiter 34’, 88’ Țigănașu 64’ | Marcatori |  |

| Arbitro: | Ionuț Coza |

|                 |           |             |
| Baroan 60’, 69’ | Marcatori | 84’ Ongenda |

| Arbitro: | Andrei Moroiță |

|                                        |           |              |
| Bodișteanu 18’ Mailat 45+2’ Mitrov 84’ | Marcatori | 83’ Bettaieb |

| Arbitro: | Marcel Bîrsan |

|                                       |           |                                   |
| Emërllahu 19’ Cordea 42’ Korenica 79’ | Marcatori | 36’ Kovtalyuk 54’ Šuta 82’ Mailat |

| Botoșani 23 agosto 2025, ore 17:00 EEST 7ª giornata | Botoșani | – referto | Csíkszereda | Stadio Municipal Botoșani |

| Botoșani 30 agosto 2025, ore 17:00 EEST 8ª giornata | Botoșani | – referto | U Craiova | Stadio Municipal Botoșani |

| Galați 13 settembre 2025, ore 17:00 EEST 9ª giornata | Oțelul Galați | – referto | Botoșani | Stadio Oțelul |

| Botoșani 20 settembre 2025, ore 17:00 EEST 10ª giornata | Botoșani | – referto | FCSB | Stadio Municipal Botoșani |

| 27 settembre 2025, ore 17:00 EEST 11ª giornata | Metaloglobus | – referto | Botoșani |  |

| Botoșani 4 ottobre 2025, ore 17:00 EEST 12ª giornata | Botoșani | – referto | UTA Arad | Stadio Municipal Botoșani |

| Cluj-Napoca 18 ottobre 2025, ore 17:00 EEST 13ª giornata | U Cluj | – referto | Botoșani | Cluj Arena |

| Botoșani 25 ottobre 2025, ore 17:00 EEST 14ª giornata | Botoșani | – referto | Hermannstadt | Stadio Municipal Botoșani |

| Ploiești 1 novembre 2025, ore 17:00 EET 15ª giornata | Petrolul Ploiești | – referto | Botoșani | Stadio Ilie Oană |

##### Girone di ritorno
| Ovidiu 8 novembre 2025, ore 17:00 EET 16ª giornata | Farul Costanza | – referto | Botoșani | Stadio Viitorul |

| Botoșani 22 novembre 2025, ore 17:00 EET 17ª giornata | Botoșani | – referto | Dinamo Bucarest | Stadio Municipal Botoșani |

| 29 novembre 2025, ore 17:00 EET 18ª giornata | Unirea Slobozia | – referto | Botoșani |  |

| Botoșani 6 dicembre 2025, ore 17:00 EET 19ª giornata | Botoșani | – referto | Rapid Bucarest | Stadio Municipal Botoșani |

| 13 dicembre 2025, ore 17:00 EET 20ª giornata | Argeș Pitești | – referto | Botoșani |  |

| Botoșani 20 dicembre 2025, ore 17:00 EET 21ª giornata | Botoșani | – referto | CFR Cluj | Stadio Municipal Botoșani |

| Miercurea Ciuc 17 gennaio 2026, ore 17:00 EET 22ª giornata | Csíkszereda | – referto | Botoșani | Stadio Municipal Miercurea Ciuc |

| Craiova 24 gennaio 2026, ore 17:00 EET 23ª giornata | U Craiova | – referto | Botoșani | Stadio Ion Oblemenco |

| Botoșani 31 gennaio 2026, ore 17:00 EET 24ª giornata | Botoșani | – referto | Oțelul Galați | Stadio Municipal Botoșani |

| Bucarest 4 febbraio 2026, ore 17:00 EET 25ª giornata | FCSB | – referto | Botoșani | Arena Națională |

| Botoșani 7 febbraio 2026, ore 17:00 EET 26ª giornata | Botoșani | – referto | Metaloglobus | Stadio Municipal Botoșani |

| Arad 14 febbraio 2026, ore 17:00 EET 27ª giornata | UTA Arad | – referto | Botoșani | Stadio Francisc von Neuman |

| Botoșani 21 febbraio 2026, ore 17:00 EET 28ª giornata | Botoșani | – referto | U Cluj | Stadio Municipal Botoșani |

| Sibiu 28 febbraio 2026, ore 17:00 EET 29ª giornata | Hermannstadt | – referto | Botoșani | Stadio Municipal Sibiu |

| Botoșani 7 marzo 2026, ore 17:00 EET 30ª giornata | Botoșani | – referto | Petrolul Ploiești | Stadio Municipal Botoșani |

### Cupa României

#### Turni di qualificazione
| Alba Iulia 27 agosto 2025, ore 17:30 EEST Play-off | Unirea Alba Iulia | – referto | Botoșani | Stadio Cetate |

## Statistiche

### Statistiche di squadra
Statistiche aggiornate al 10 agosto 2025 (Liga I esclusa).
| Competizione  | Competizione  | Punti | In casa | In casa | In casa | In casa | In casa | In casa | In trasferta | In trasferta | In trasferta | In trasferta | In trasferta | In trasferta | Totale | Totale | Totale | Totale | Totale | Totale | DR |
| Competizione  | Competizione  | Punti | G       | V       | N       | P       | Gf      | Gs      | G            | V            | N            | P            | Gf           | Gs           | G      | V      | N      | P      | Gf     | Gs     | DR |
| ------------- | ------------- | ----- | ------- | ------- | ------- | ------- | ------- | ------- | ------------ | ------------ | ------------ | ------------ | ------------ | ------------ | ------ | ------ | ------ | ------ | ------ | ------ | -- |
| Liga I        | Prima fase    |       |         |         |         |         |         |         |              |              |              |              |              |              |        |        |        |        |        |        |    |
| Cupa României | Cupa României | -     |         |         |         |         |         |         |              |              |              |              |              |              |        |        |        |        |        |        |    |
| Totale        | Totale        | -     |         |         |         |         |         |         |              |              |              |              |              |              |        |        |        |        |        |        |    |

### Andamento in campionato

#### Prima fase
| Giornata  | 1 | 2 | 3 | 4 | 5 | 6 | 7 | 8 | 9 | 10 | 11 | 12 | 13 | 14 | 15 | 16 | 17 | 18 | 19 | 20 | 21 | 22 | 23 | 24 | 25 | 26 | 27 | 28 | 29 | 30 |
| --------- | - | - | - | - | - | - | - | - | - | -- | -- | -- | -- | -- | -- | -- | -- | -- | -- | -- | -- | -- | -- | -- | -- | -- | -- | -- | -- | -- |
| Luogo     | C | T | C | T | C | T | C | C | T | C  | T  | C  | T  | C  | T  | T  | C  | T  | C  | T  | C  | T  | T  | C  | T  | C  | T  | C  | T  | C  |
| Risultato | N | N | V | P | V | N |   |   |   |    |    |    |    |    |    |    |    |    |    |    |    |    |    |    |    |    |    |    |    |    |
| Posizione | 4 | 8 | 4 | 6 | 5 | 6 |   |   |   |    |    |    |    |    |    |    |    |    |    |    |    |    |    |    |    |    |    |    |    |    |

Legenda:

Luogo: C = Casa; T = Trasferta. Risultato: V = Vittoria; N = Pareggio; P = Sconfitta.

### Statistiche dei giocatori
Sono in corsivo i calciatori che hanno lasciato la società a stagione in corso.
Statistiche aggiornate al 10 agosto 2025 (Liga I esclusa).
| Giocatore       | Liga I   | Liga I | Liga I      | Liga I     | Cupa României | Cupa României | Cupa României | Cupa României | Totale   | Totale | Totale      | Totale     |
| Giocatore       | Presenze | Reti   | Ammonizioni | Espulsioni | Presenze      | Reti          | Ammonizioni   | Espulsioni    | Presenze | Reti   | Ammonizioni | Espulsioni |
| --------------- | -------- | ------ | ----------- | ---------- | ------------- | ------------- | ------------- | ------------- | -------- | ------ | ----------- | ---------- |
| F. Adams        | 0        | 0      | 0           | 0          | 0             | 0             | 0             | 0             | 0        | 0      | 0           | 0          |
| Aldaír Ferreira | 0        | 0      | 0           | 0          | 0             | 0             | 0             | 0             | 0        | 0      | 0           | 0          |
| G. Anestīs      | 0        | 0      | 0           | 0          | 0             | 0             | 0             | 0             | 0        | 0      | 0           | 0          |
| R. Benzar       | 0        | 0      | 0           | 0          | 0             | 0             | 0             | 0             | 0        | 0      | 0           | 0          |
| Ș. Bodișteanu   | 0        | 0      | 0           | 0          | 0             | 0             | 0             | 0             | 0        | 0      | 0           | 0          |
| M. Bordeianu    | 0        | 0      | 0           | 0          | 0             | 0             | 0             | 0             | 0        | 0      | 0           | 0          |
| A. Ciobanu      | 0        | 0      | 0           | 0          | 0             | 0             | 0             | 0             | 0        | 0      | 0           | 0          |
| A. Cîmpanu      | 0        | 0      | 0           | 0          | 0             | 0             | 0             | 0             | 0        | 0      | 0           | 0          |
| R. Creț         | 0        | 0      | 0           | 0          | 0             | 0             | 0             | 0             | 0        | 0      | 0           | 0          |
| G. David        | 0        | 0      | 0           | 0          | 0             | 0             | 0             | 0             | 0        | 0      | 0           | 0          |
| A. Dumiter      | 0        | 0      | 0           | 0          | 0             | 0             | 0             | 0             | 0        | 0      | 0           | 0          |
| And. Dumitru    | 0        | 0      | 0           | 0          | 0             | 0             | 0             | 0             | 0        | 0      | 0           | 0          |
| Ant. Dumitru    | 0        | 0      | 0           | 0          | 0             | 0             | 0             | 0             | 0        | 0      | 0           | 0          |
| G. Gligor       | 0        | 0      | 0           | 0          | 0             | 0             | 0             | 0             | 0        | 0      | 0           | 0          |
| N. Ilaș         | 0        | 0      | 0           | 0          | 0             | 0             | 0             | 0             | 0        | 0      | 0           | 0          |
| M. Kovtalyuk    | 0        | 0      | 0           | 0          | 0             | 0             | 0             | 0             | 0        | 0      | 0           | 0          |
| L. Kukić        | 0        | 0      | 0           | 0          | 0             | 0             | 0             | 0             | 0        | 0      | 0           | 0          |
| E. López        | 0        | 0      | 0           | 0          | 0             | 0             | 0             | 0             | 0        | 0      | 0           | 0          |
| S. Mailat       | 0        | 0      | 0           | 0          | 0             | 0             | 0             | 0             | 0        | 0      | 0           | 0          |
| G. Miron        | 0        | 0      | 0           | 0          | 0             | 0             | 0             | 0             | 0        | 0      | 0           | 0          |
| Z. Mitrov       | 0        | 0      | 0           | 0          | 0             | 0             | 0             | 0             | 0        | 0      | 0           | 0          |
| M. Muñoz        | 0        | 0      | 0           | 0          | 0             | 0             | 0             | 0             | 0        | 0      | 0           | 0          |
| H. Ongenda      | 0        | 0      | 0           | 0          | 0             | 0             | 0             | 0             | 0        | 0      | 0           | 0          |
| E. Papa         | 0        | 0      | 0           | 0          | 0             | 0             | 0             | 0             | 0        | 0      | 0           | 0          |
| M. Pavlović     | 0        | 0      | 0           | 0          | 0             | 0             | 0             | 0             | 0        | 0      | 0           | 0          |
| Ș. Pănoiu       | 0        | 0      | 0           | 0          | 0             | 0             | 0             | 0             | 0        | 0      | 0           | 0          |
| C. Petro        | 0        | 0      | 0           | 0          | 0             | 0             | 0             | 0             | 0        | 0      | 0           | 0          |
| L. Popa         | 0        | 0      | 0           | 0          | 0             | 0             | 0             | 0             | 0        | 0      | 0           | 0          |
| R. Sadiku       | 0        | 0      | 0           | 0          | 0             | 0             | 0             | 0             | 0        | 0      | 0           | 0          |
| D. Ștefan       | 0        | 0      | 0           | 0          | 0             | 0             | 0             | 0             | 0        | 0      | 0           | 0          |
| R. Šuta         | 0        | 0      | 0           | 0          | 0             | 0             | 0             | 0             | 0        | 0      | 0           | 0          |
| A. Țigănașu     | 0        | 0      | 0           | 0          | 0             | 0             | 0             | 0             | 0        | 0      | 0           | 0          |